# Zapatoca
Zapatoca ist eine Gemeinde (municipio) im Departamento Santander in Kolumbien.

## Geographie
Die Gemeinde Zapatoca liegt in der Provinz Soto im zentralen Santander in den kolumbianischen Anden auf einer Höhe von etwa 1720 Metern und hat eine Jahresdurchschnittstemperatur von 19 °C. An die Gemeinde grenzen im Norden Betulia und Girón, im Osten Los Santos, Villanueva und Barichara, im Süden Galán und im Westen San Vicente de Chucurí.

## Bevölkerung
Die Gemeinde Zapatoca hat 8762 Einwohner, von denen 5651 im städtischen Teil (cabecera municipal) der Gemeinde leben (Stand: 2019).

## Geschichte
Vor der Ankunft der Spanier lebte auf dem Gebiet des heutigen Zapatoca das indigene Volk der Guanes. Das moderne Zapatoca wurde 1743 von Francisco Basilio de Benavides zusammen mit anderen Siedlern gegründet. In Zapatoca starb 1882 der deutsche Ingenieur, Großgrundbesitzer und Kaufmann Geo von Lengerke.

## Wirtschaft
Die wichtigsten Wirtschaftszweige in Zapatoca sind der Abbau von Gips, die Herstellung von Zigaretten und der Anbau von Kaffee und Kakao. Zapatoca verfügt über einen kleinen Regionalflughafen, der den IATA-Code AZT hat.

## In Zapatoca geboren
- Ciro Alfonso Gómez Serrano (1918–1980), römisch-katholischer Geistlicher, Bischof von Socorro y San Gil
- José de Jesús Kardinal Pimiento Rodriguez (1919–2019), Erzbischof von Manizales (1975–1996), Bischof von Montería (1959–1964) und Garzón-Neiva (1964–1975)
- Jorge Ardila Serrano (1925–2010), Bischof von Girardot (1988–2001)
- Abelardo Rondón (* 1964), Radrennfahrer